# 住友倉庫
株式会社住友倉庫（すみともそうこ、英: The Sumitomo Warehouse Co., Ltd.）は、本店及び本社を大阪市北区に置く物流企業。住友グループ広報委員会および白水会に加盟している。

## 概要
倉庫、港湾運送、国際輸送などの物流事業、船舶運航事業を中心とした海運事業ならびに都市部の所有地を活用した不動産賃貸事業を営んでいる。
欧州ではベルギー、ドイツ、イギリス、アメリカ合衆国ではロサンゼルス、アトランタ、シカゴに拠点を有するほか、中東（サウジアラビア）や東南アジア（シンガポール、タイ王国、マレーシア、ベトナム、インドネシア）に拠点を有する。また、中国における国際・国内物流に力を入れており、上海、北京、大連、青島、武漢、広州、深圳、香港等に拠点を持つ。

## 主力製品・事業
- 国内物流
- 海外物流
- 総合物流情報システム
- 不動産開発・賃貸

## 主要事業所
- 本社 - 大阪市北区中之島3-2-18（住友中之島ビル）
- 東京本社[注釈 1] - 東京都港区芝公園2-11-1（住友不動産芝公園タワー）
- 大阪支店 - 大阪市港区海岸通2-6-15
- 神戸支店 - 神戸市中央区江戸町85-1（ベイ・ウイング神戸ビル）
- 東京支店 - 東京都港区芝大門2-5-5（住友芝大門ビル）
- 横浜支店 - 横浜市中区山下町22（山下町SSKビル）
- 名古屋支店 - 名古屋市中区錦1-10-20（アーバンネット伏見ビル）

## 沿革

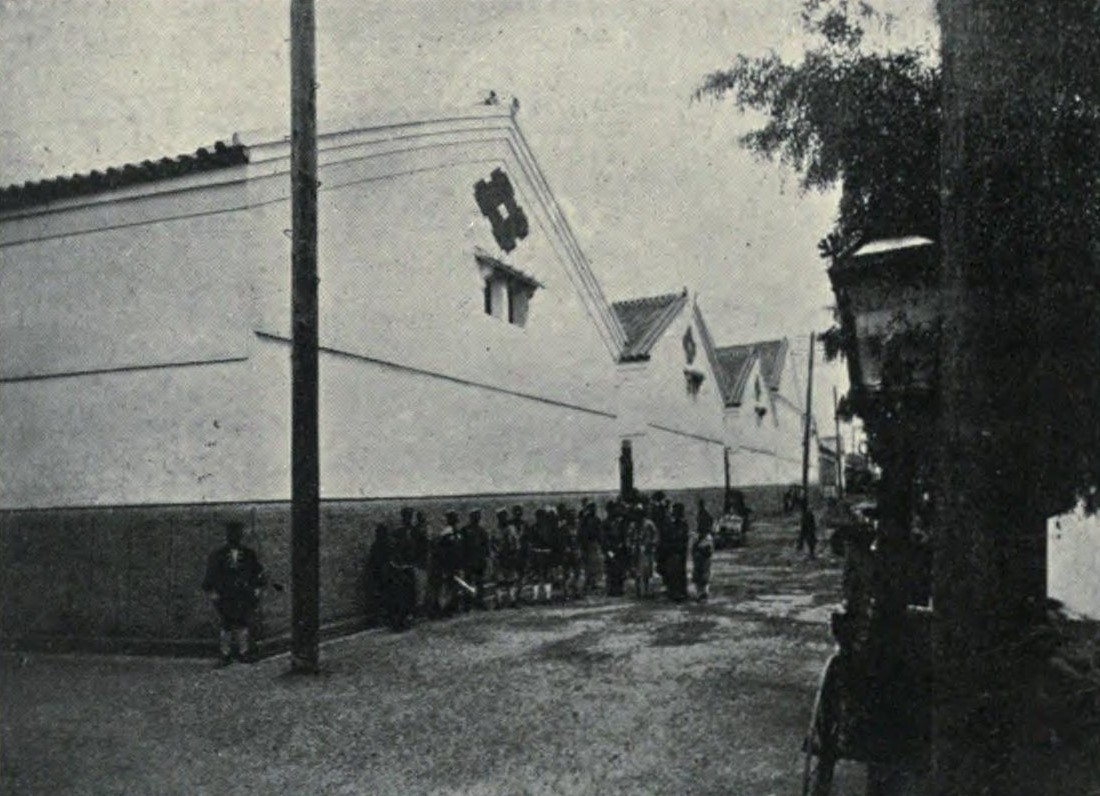
住友本店倉庫部

- 1899年（明治32年）7月 - 住友本店倉庫部として創業。
- 1921年（大正10年）2月 - 住友合資会社倉庫部となる。
- 1923年（大正12年）8月 - 住友合資会社倉庫部の業務を引継ぎ株式会社住友倉庫設立。
- 1950年（昭和25年）10月 - 東京・大阪証券取引所に上場。
- 1982年（昭和57年）7月 - ドイツに現地法人を設立。
- 1985年（昭和60年）4月 - アメリカ合衆国に現地法人を設立。
- 1988年（昭和63年）10月 - シンガポールに現地法人を設立。
- 1993年（平成5年）3月、12月 - 香港、上海に現地法人を設立。
- 2006年（平成18年）4月、9月 - アイスター、遠州トラックを子会社化。
- 2007年（平成19年）8月 - サウジアラビアに現地資本との合弁会社ラービグ・ペトロケミカル・ロジスティクスを設立。
- 2011年（平成23年）9月 - 米国の海運会社ウエストウッドシッピングラインズの全株式を取得し子会社化。
- 2012年（平成24年）4月 - ベトナムに現地法人を設立。
- 2014年（平成26年）3月 - 大阪・中央区にオフィスビル淀屋橋ミッドキューブを竣工。
- 2015年（平成27年） - 上海錦江住倉国際物流有限公司が倉庫を稼働。住倉ベトナム会社がベトナム・ハノイに拠点を開設。
- 2016年（平成28年） - 千葉市若葉区に千葉営業所を開設。インドネシア・ジャカルタに住倉ロジスティクスインドネシア会社を設立。
- 2017年（平成29年） - 株式会社若洲を子会社化。米国住友倉庫会社が米国・ニューヨークに拠点を開設。
- 2019年（令和元年） - 横浜・南本牧埠頭に新倉庫が稼働。
- 2020年（令和2年） - 愛知県犬山市にアーカイブズ専用倉庫が稼働。
- 2021年（令和3年） - 神戸港・ポートアイランドに倉庫を増設。

## 主要関係会社
全て株式会社である。

### 国内グループ企業
倉庫
- 厚木泉倉
- 住友倉庫九州
- 泉倉作業
- 博多井住

港湾運送
- 大阪梱包運輸
- 神港作業
- 泉洋港運
- 大成海運
- ニッケル.エンド.ライオンス

陸上運送
- 井住運送
- 遠州トラック（JASDAQ上場）
- 藤友物流サービス
- 遠州トラック関西
- 中国遠州コーポレーション

情報システム
- アイスター

海運
- ウエストウッドシッピングラインズジャパン
- J-WeSco
- サミット・シッピング・エーゼンシーズ
- センワマリタイムエージェンシー

不動産
- 住倉興産
- 住倉建物サービス

### 関連企業
- オムロン住倉ロジスティック
- 商船港運
- 住和港運